# 1377
Cette page concerne l'année 1377  du calendrier julien.
L'année 1377 est une année commune qui commence un jeudi.

## Événements

### Asie
- Février : début du règne de Harihara II, roi de Vijayanagar (fin en 1404)[1]. Sous son règne, le Vijayanagar s’agrandit au nord par l’annexion de plusieurs territoires pris sur le sultanat bahamide mais aussi vers le sud.

- Sous le règne de Hayam Wuruk (1350-1389), le royaume de Majapahit dans l'est de Java attaque la principauté de Palembang dans le sud de Sumatra, qui n'a plus la puissance qu'elle avait à l'époque où elle s'appelait Sriwijaya et contrôlait le détroit de Malacca[2]. Majapahit envoie par ailleurs une ambassade à la cour de Chine.

### Europe
- Retour de la peste en Europe (1377-1378).

- 17 janvier : le pape Grégoire XI ramène la papauté à Rome sur les instances de sainte Catherine de Sienne[3].
- 27 janvier - 2 mars, Angleterre : Bad Parliament[4]. Il vote la levée de la poll tax en mars[5]. La population de l’Angleterre est estimée à 2 200 000 habitants[6].
- 27 janvier : début du règne de Marie Ire de Sicile sous la tutelle d'Artal de Alagón[7].
- 26 avril - 24 juin : négociation de paix entre l'Angleterre et la France[8].
- 14 mai : bataille de Reutlingen[9]. L’empereur Charles IV lève l’interdiction contre la  ligue de Souabe (1376) qui remporte une victoire militaire décisive sur son principal ennemi, Eberhard II, comte de Wurtemberg. Sa puissance grandit rapidement, et elle s’étend jusqu’à comprendre des cités de Bavière, de Franconie et de Rhénanie.

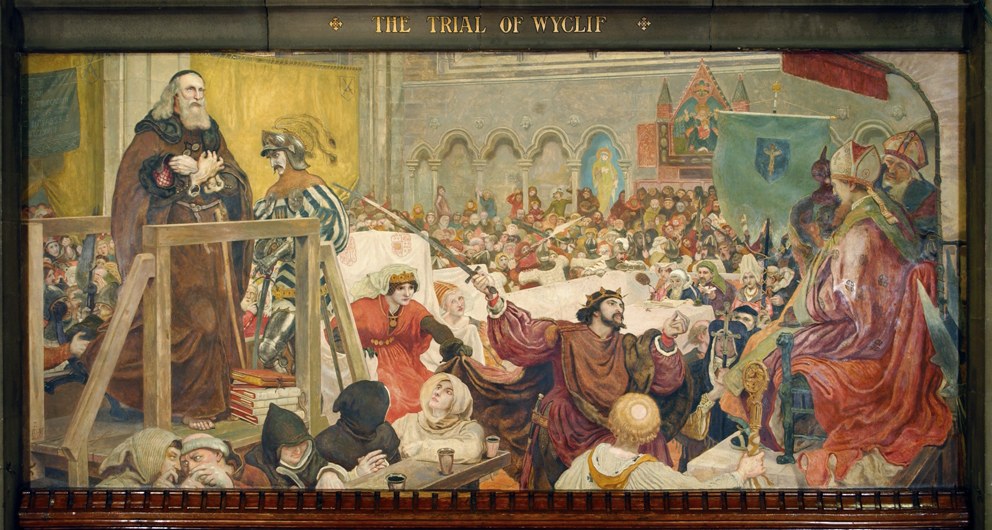
22 mai : condamnation de John Wyclif.

- 22 mai : le pape condamne les 18 thèses de John Wyclif qui est « mis en examen » le 18 décembre[10]. Des Londoniens en armes le protègent contre l'Église.
- 24 mai : début du règne de Ladislas II Jagellon (1350-1434), grand-prince de Lituanie (fin en 1392)[11].
- 21 juin : mort d'Édouard III[8].
- 22 juin[12] : début du règne de son petit-fils Richard II d'Angleterre (jusqu'en 1399). Reprise des hostilités entre la France et l'Angleterre. Offensive française en Guyenne.
- 29 juin : dévastation de Rye sur la côte de Sussex par la flotte franco-castillane[13].
- 16 juillet : couronnement de Richard II d'Angleterre. Corégence de ses oncles Jean de Gand, Edmond de Langley et Thomas de Woodstock. Jean de Gand prend les rênes du pouvoir[8].
- 2 août[14] : les Mongols d’Arab Chah battent les Russes sur la Piana. Ils pillent Riazan et Nijni Novgorod.
- 15 août : prise d'Auray par Olivier de Clisson, nommé lieutenant général de Bretagne par le roi Charles V de France pour qu'il en achève la conquête[15].
- 21 août : raid sur l'île de Wight par la flotte franco-castillane[13].
- 2 septembre : reddition de Bergerac[16].
- 18 octobre - 27 octobre : siège et prise de Duras par le duc d'Anjou. Fin de la campagne en Guyenne[17]. Trêve de fait entre la France et l’Angleterre due aux difficultés intérieure en Angleterre jusqu’en 1404.
- 26 octobre : Tvrtko Ier est couronné roi de Serbie et Bosnie au monastère de Mileševa[18].
- 16 novembre : raz-de-marée aux Pays-Bas[19].

- Mort de l'évêque de Gardhar au Groenland. Un évêque est nommé en 1378 par l'archevêque de Norvège mais ne se rend pas au Groenland[20].
- Le jeu de cartes arrive d'Orient en Europe par Florence où il est attesté dès 1377[21].